# Arue
Arue – miejscowość i gmina we Francji, w regionie Nowa Akwitania, w departamencie Landy.
Według danych na rok 1990 gminę zamieszkiwało 290 osób, a gęstość zaludnienia wynosiła 6 osób/km² (wśród 2290 gmin Akwitanii Arue plasuje się na 890. miejscu pod względem liczby ludności, natomiast pod względem powierzchni na miejscu 127.).